# Música LGBT
A música lésbica, gay, bissexual e transgênero (LGBT) é um agrupmento de gêneros musicais que se concentram nas experiências de gênero e minorias sexuais como um produto do amplo movimento de libertação gay.
A música LGBT abrange todo o espectro da música popular. O lirismo e o conteúdo da música normalmente expressam a frustração, ansiedade e esperança associadas a identidades sexuais e de gênero não normativas, oferecendo aos grupos marginalizados uma plataforma vital de expressão. Recentemente, a música popular "forneceu uma arena onde vozes marginalizadas podem ser ouvidas e identidades sexuais moldadas, desafiadas e renegociadas".  A música mainstream começou a refletir a aceitação da música LGBT e queer . Alguns ícones queer são abertamente identificadores de queer e têm causado mudanças impactantes no mundo para as pessoas LGBT. Outros são aliados heterossexuais que expressaram seu apoio à comunidade.

## Origem do termo
A origem do gênero surgiu durante a década de 1980, quando a dança pós-disco e house music, Hi-NRG e a música freestyle se tornaram mais prevalentes nos Estados Unidos e os artistas LGBT ganharam destaque por explorar as tendências da música popular. O DJ Larry Levan começou sua carreira de DJ na disco gay Paradise Garage.

## História
Na década de 1890, Nova Orleans começou a testar diferentes políticas de prostituição que levaram a bordéis e músicos gays como Tony Jackson ou Bessie Smith. O jazz nasceu de muitos artistas homossexuais. À medida que florescia, artistas de blues como Lucille Bogan e Ma Rainey começaram a cantar sobre suas aventuras sexuais com outras mulheres. Logo depois que o jazz decolou, os shows da Broadway e o público musical começaram a tomar forma também.
Apesar do progresso na tolerância e aceitação LGBT, os músicos ainda permanecem marginalizados na música popular. O compositor americano Leonard Bernstein teve muitas relações homossexuais, muitas vezes com outros músicos e compositores, apesar de estar em um casamento heterossexual. Muitos artistas como Bernstein, Stephen Sondheim, Jerome Robbins, Dimitri Mitropoulos estavam sujeitos a esconder suas identidades sexuais do público. O pianista americano Liberace foi notoriamente encerrado e negou veementemente as acusações de homossexualidade até sua morte em 1987, processando um colunista do Daily Mirror por insinuar sua sexualidade. Enquanto a indústria do entretenimento agora discute mais abertamente o papel da identidade de gênero na imprensa e nas composições musicais, ainda há reticências para muitos no negócio em defender a aceitação LGBTQ.
Apesar das correntes de intolerância nos Estados Unidos, a Broadway continua a fornecer uma plataforma para gênero e minorias sexuais, culminando com a produção de musicais elogiados como Kinky Boots, Hair e The Color Purple .

## Artistas LGBT
Embora a música popular sempre incluiu artistas LGBT, a crescente tolerância social do final do século XX e início do século XXI permitiu que esses artistas se manifestassem publicamente. Os primeiros exemplos disso surgiram com o movimento de liberação sexual, com artistas como Elton John, Village People, Sylvester, Tom Robinson,  Jill Sobule, Indigo Girls, kd lang, Freddie Mercury, David Bowie, Little Richard, Esquerita, Melissa Etheridge, Janis Ian,  The B-52's, Steve Strange, Boy George, Grace Jones, Lou Reed e Marc Almond, entre outros. E artistas ídolos do público lgbt Cher, Madonna, Grace Jones, Lady Gaga etc.
Muitos músicos abertamente LGBT se tornaram bem-sucedidos, como Elton John, que tem o single mais vendido da Billboard dos anos 1990 (" Candle in the Wind 1997 "), e Will Young, cujo single "Anything is Possible" é  "Evergreen" foi o single mais vendido da década nos anos 2000. O cantor country Ty Herndon se tornou gay em 2014, depois de três hits número um na Billboard Hot Country Songs.

## OUTMusic Awards
Desde 2001, o programa American OUTMusic Awards funciona como uma cerimônia anual de premiação LGBT que espelha o Grammy . OUTMusic Inc., uma organização 501 (c) 3, foi fundada como LGBT Academy of Recording Arts por Diedra Meredith em 2007. Os prêmios são para reconhecer alguns dos artistas LGBT que fizeram contribuições significativas para a indústria musical.